# Carl Abraham Sauvage
Carl Abraham Sauvage, född 9 augusti 1778, död 28 maj 1818, var en oboist vid Kungliga hovkapellet.

## Biografi
Carl Abraham Sauvage föddes 9 augusti 1778. Han var son till lakejen Abraham Sauvage och Brita Stina Lundström. Han anställdes 1797 som oboist vid Kungliga hovkapellet i Stockholm. Sauvage gifte sig med Katarina Charlotta Lindberg (död 1821). Han avled 28 maj 1818.